# Дворічна
Дворі́чна — селище в Україні, центр Дворічанської селищної громади Куп'янського району Харківської області.

## Географічне розташування
Селище Дворічна знаходиться на правому березі річки Оскіл в місці впадання в неї річок Верхня Дворічна і Нижня Дворічна. Річка Нижня Дворічна ділить селище на дві частини, є міст. На протилежному березі річки Оскіл розташовані селище Дворічне і село Гряниківка. Навколо селища невеликі лісові масиви (сосна). На відстані 4 км розташована залізнична станція Дворічна. Через селище проходить автомобільна дорога Р79.

## Назва
Селище розташоване у заплаві двох річок — Нижньої Дворічної та Осколу. Звідси і назва — Дворічна.
У дорадянській українській мові відбувалося випущення звуку Н у словах похідних від топонімів закінчених на -на, -ня, -не, -нє, -ни, -ний, -ній, -но, щоб запобігти збігові приголосних. Згідно з тодішньою парадигмою мало би бути:
Дворі́чна — дворі́ченський — дворі́ченщина — дворі́ченець.

## Транспорт
Доїхати до Дворічної можна автобусом з Харкова (через Куп'янськ) або потягом («Харків-Тополі»).

## Історія
Однією з характерних рис Дворічанщини є те, що протягом свого існування вона знаходилася на географічній і історичній межі держав і народів, про що свідчать окремі стоянки кам'яної доби та археологічні знахідки.
В IV-І тис. до нашої ери на цій землі сходилися кордони племен ямково-гребінцевої, середньостоговскої і трипільської культур. З другої половини III тисячоріччя до нашої ери й до XV сторіччя нашої ери представники Донецької групи ямної культури граничили й асимілювалися з племенами катакомбної культури. У V сторіччі до нашої ери землі на заході від річки Оскіл належали праслов'янам — осколотам. Тут проживали скіфи, сармати, болгари, угри, хазари, русичі, половці.
Після навали монголо-татар у XIII сторіччі цей край тривалий час залишався малозаселеним, тому його називали Диким Полем.
Дворічна виникла на території Дикого Поля між річками Оскіл і Дворічна в 1660 році з метою захисту населення від набігів татар. У перші десятиліття свого існування поселення виконувало роль одного з прикордонних форпостів (наприкінці XVII століття воно мало назву Полкова Дворічна), а після ліквідації Полкового устрою Дворічна стала військовою слободою.

Осинівський перелаз та слобода Дворічна мапі річки Оскіл XVII століття

Основним заняттям дворічан здавна було землеробство, тваринництво, бджільництво й рибальство. Серед місцевих промислів виділявся винокурний промисел, селітроваріння, а також виробництво дьогтю.
В ті часи в Дворічній діяли п'ять ярмарків на рік, на які приїжджали купці з Харкова, Бєлгорода, Валуйок, Ізюму і Донецьких степів.
Наприкінці XIX і початку XX сторіччя капіталістичні відносини почали проникати в сільськогосподарське виробництво району. Заможні місцеві селяни побудували в Дворічній два цегельних заводи, паровий і водяний млини, олійницю.
Духовне життя краю з кінця XVIII сторіччя розвивалося при наявності значного прошарку росіян. Постійний зв'язок з російськими столицями надовго визначив специфіку Дворічанщини — складової частини Харківщини, як регіону інтенсивного україно-російського впливу.
7 (20) листопада 1917 року, відповідно до.Третього Універсалу Української Центральної Ради, увійшло до складу Української Народної Республіки.
У 1923 році на території Дворічанської волості були утворені Дворічанський і Вільшанський райони, що входили до складу Куп'янського повіту.
Під час організованого радянською владою Голодомору 1932—1933 років померло щонайменше 183 жителі селища.
1942 року тут відбувалися запеклі бої під час німецького наступу на куп'янському напрямку. 22 червня війська Південно-Західного фронту залишили районний центр і залізничну станцію Дворічна. У роки Великої Вітчизняної війни тільки з 23 червня по 31 грудня 1941 року до складу діючої армії з району було призвано 5742 місцевих жителя. А після звільнення Дворічної у 1943 році до лав Радянської Армії було призвано ще 3000 чоловік. Біля двохсот дворічан брали участь у партизанському русі.
Раніше на цій території знаходився козацький наглядовий пункт, що був розташований на вершині Лисої гори — найвищої точки Дворічанщини.

### Російське вторгнення в Україну (з 2022)
Під час російського вторгнення 2022 року селище потрапило під окупацію
12 вересня 2022 року, в ході контрнаступу, село було звільнено з-під російської окупації . 
Після цього воно зазнавало обстрілів з боку російських військ та внаслідок чого було фактично знищене. 
23 лютого 2023 року було зруйновано будівлю адміністрації селищної ради.
20 листопада 2023 року ворожих обстрілів із артилерії, мінометів та іншого озброєння зазнали щонайменше 16 населених пунктів області.
"Зокрема, під ворожим вогнем перебували Червона Зоря Богодухівського району, Плетенівка, Землянки, Бударки, Федорівка Чугуївського району, Дворічна, Синьківка, Іванівка, Берестове Куп'янського району та інші населені пункти. За добу постраждалих серед цивільних не зафіксовано", - повідомив голова Харківської ОВА Олег Синєгубов.

## Економіка
- У селищі є кілька молочно-товарних, велика птахо-товарна ферми.
- Дворічанський елеватор, OOO.
- Дворічанське лісництво.
- Дворічанська районна друкарня.
- «Шевченкове», агрофірма, сільськогосподарське ПП.
- Дворічанська харчосмакова фабрика, ЗАТ.
- Мисливство «Бірюк».
- Пекарня «Наш хліб».

## Об'єкти соціальної сфери
- Дворічанський дитячий навчальний заклад № 1 «Колосок».
- Дворічанський дитячий садок № 2.
- Дворічанський ліцей.
- Дворічанський районний будинок культури.
- Селищний центр фізичного здоров'я населення «Спорт для всіх».
- Автовокзал.
- Дворічанський краєзнавчий музей.
- Центральна районна лікарня.
- Центр дитячої та юнацької творчості.
- Дворічанська дитяча музична школа.
- Дитячо-юнацький клуб фізичної підготовки «Юність».
- Дворічанська районна лікарня ветеринарної медицини.

## Природа
Дворічна — мальовничий куточок Харківської області, що відомий своїми крейдяними горами, заповідниками і річкою Оскіл, берегами якої ішов у похід князь Ігор («Слово о полку Ігоревім»). На берегах річки росте багато рослин, занесених до Червоної книги України, зокрема чарівна і пухнаста трава — ковила. На крейдяних схилах живуть байбаки. У річці водиться багато видів риб.

Околиці Дворічної: балка, що увійшла до території НПП

Біля Дворічної організовано Національний природний парк «Дворічанський». Дата заснування: 11 грудня 2009. Адреса офісу НПП — с. Дворічна, 51, Дворічанський район, 62701, Харківська область.
На території смт. також знаходиться ботанічний заказник місцевого значення Коробочкине. Площа — 29,1 га. У ярах і балках правого берега річки Оскіл представлена унікальна для Харківщини рослинність крейдяних нашарувань. Рідкісні флора і фітоценози, які вимагають охорони.

## Люди
- Бризгайло Сергій Володимирович (1979—2014) — солдат Збройних сил України, учасник російсько-української війни.
- Голомб Лідія Григорівна (1938, Дворічна — 2013) — український філолог, літературознавець.
- Лялін Василь Костянтинович (1920—1989) — льотчик-розвідник, Герой Радянського Союзу.
- Плевако Микола Антонович — український літературознавець, бібліограф.
- Плевако Петро Антонович — громадський, політичний і церковний діяч, член Української Центральної Ради.